# Liguilla Pre-Sudamericana 2004 (Chile)
La Liguilla Pre-Sudamericana 2004 fue la 3ª versión de la Liguilla Pre-Sudamericana, torneo clasificatorio para Copa Sudamericana organizado por la ANFP. Participaron los 18 clubes de la Primera División. Los ganadores de esta edición fueron Santiago Wanderers y Universidad de Concepción que clasificaron a la Copa Sudamericana 2004.

## Programación
| Fase    | Día                               |
| ------- | --------------------------------- |
| 1       | 28 de junio y 4 de julio de 2004  |
| 2       | 7 y 10 de julio de 2004           |
| 3       | 21 y 25 de julio de 2004          |
| Finales | 28 de julio y 5 de agosto de 2004 |

## Resultados
Ronda Preliminar
| Local            | Visitante          | Ida | Vuelta | Global |
| ---------------- | ------------------ | --- | ------ | ------ |
| Palestino        | Rangers            | 2-2 | 1-5    | 3-7    |
| Unión San Felipe | Santiago Wanderers | 0-3 | 0-2    | 0-5    |

Primera fase
| Local                 | Visitante                 | Ida | Vuelta | Global |
| --------------------- | ------------------------- | --- | ------ | ------ |
| Cobresal              | Cobreloa                  | 2-2 | 2-1    | 4-3    |
| Deportes La Serena    | Coquimbo Unido            | 2-0 | 1-3    | 3-3    |
| Everton               | Santiago Wanderers        | 2-5 | 3-2    | 5-7    |
| Universidad Católica  | Colo-Colo                 | 1-1 | 2-3    | 3-4    |
| Unión Española        | Universidad de Chile      | 1-0 | 0-0    | 1-0    |
| Rangers               | Audax Italiano            | 0-1 | 1-0    | 1-1    |
| Huachipato            | Universidad de Concepción | 0-2 | 2-2    | 2-4    |
| Deportes Puerto Montt | Deportes Temuco           | 1-1 | 1-2    | 1-3    |

1. ↑  Clasifica por Regla del gol de visitante.
2. ↑  Clasifica por Mejor Ubicación en la tabla regular del Torneo Apertura 2004

Segunda fase
| Local           | Visitante                 | Ida | Vuelta | Global |
| --------------- | ------------------------- | --- | ------ | ------ |
| Colo-Colo       | Santiago Wanderers        | 2-0 | 0-2    | 2-2    |
| Cobresal        | Deportes La Serena        | 2-1 | 2-1    | 4-2    |
| Audax Italiano  | Unión Española            | 0-2 | 0-3    | 0-5    |
| Deportes Temuco | Universidad de Concepción | 3-5 | 2-0    | 5-5    |

1. ↑  Clasifica por Mejor Ubicación en la tabla regular del Torneo Apertura 2004
2. ↑  Clasifica por Regla del gol de visitante.

Finales
| Local          | Visitante                 | Ida | Vuelta | Global |
| -------------- | ------------------------- | --- | ------ | ------ |
| Cobresal       | Santiago Wanderers        | 2-2 | 1-3    | 3-5    |
| Unión Española | Universidad de Concepción | 0-0 | 0-2    | 0-2    |

## Finales
Primera llave
| 28 de julio de 2004, 19:00 hrs. | Cobresal           | 2:2 (0:0) | Santiago Wanderers          | El Cobre, El Salvador        |                              |
|                                 | Cisternas 66', 71' |           | 56' de Gregorio · 70' Núñez | Asistencia: 986 espectadores | Asistencia: 986 espectadores |

| 5 de agosto de 2004, 20:00 hrs. | Santiago Wanderers          | 3:1 (2:1) (Global 5:3) | Cobresal  | Municipal, Valparaíso |  |
|                                 | Riveros 5', 70' · Núñez 33' |                        | 23' Baeza |                       |  |

- Santiago Wanderers clasifica a Copa Sudamericana 2004.

Segunda llave
| 28 de julio de 2004 | Unión Española | 0:0 | Universidad de Concepción | Santa Laura, Santiago |  |

| 5 de agosto de 2004 | Universidad de Concepción    | 2:0 (0:0) (Global 2:0) | Unión Española | Municipal, Concepción |  |
|                     | Fernández 50' · Figueroa 89' |                        |                |                       |  |

- Universidad de Concepción clasifica a Copa Sudamericana 2004.